# Galloisiana kosuensis
Galloisiana kosuensis är en insektsart som beskrevs av Joon Namkung 1974. Galloisiana kosuensis ingår i släktet Galloisiana och familjen Grylloblattidae. Inga underarter finns listade i Catalogue of Life.